# Yongbong-dong
Yongbong-dong (koreanska: 용봉동) är en stadsdel i stadsdistriktet Buk-gu i staden Gwangju i den sydvästra delen av Sydkorea,  270 km söder om huvudstaden Seoul.